# INTEGRITY (操作系统)
INTEGRITY和INTEGRITY-178B是Green Hills Software制作和销售的实时操作系统。

## INTEGRITY
INTEGRITY 是一个可以用于32位或64位嵌入式系统的POSIX合规的操作系统。支持的架构包括ARM，Blackfin，Coldfire，MIPS，PowerPC，XScale和x86。

## INTEGRITY-178B
INTEGRITY-178B是DO-178B完全合规的INTEGRITY版本。它被用在B-2、F-16、F-22和F-35等军用飞机上，也被用在空客A380等民用飞机上。它在内核设计中去掉了动态内存分配功能，从而保证了所有操作均能在指定时间内完成。
审计和安全工程使得它在資訊技術上，可以通過資訊技術安全評估共同準則（CC）的評估保障等級（EAL） 6评级。整个评估目标（Target of Evaluation，TOE）不包括文件系统和网络等，而是集中于内核本身。其他的操作系统，比如Windows或者Linux，即便被认证在更低等级，但TOE中包括了这些组件。